# 下萨克森足球协会
下萨克森足球协会（德語：Niedersächsischer Fußballverband，简称下萨克森足协(NFV)）是德国足球协会辖下的21个州级协会之一，总部设于巴尔辛豪森。它于1947年成立，在下萨克森州设有不伦瑞克、汉诺威、吕讷堡和威悉-埃姆斯4个行政区以及相关的44个下级县。
下萨克森足协也是北德足球协会的组成部分，后者作为德国的五大地区级协会，其成员还包括不来梅、汉堡和石勒苏益格-荷尔斯泰因州级足协。
截至2016年，下萨克森足协共拥有644,868位注册球员、2,662个成员俱乐部和18,509支球队在联赛系统中作赛。